# 比伯特河
49°26′43″N 10°59′04″E / 49.445167°N 10.984444°E

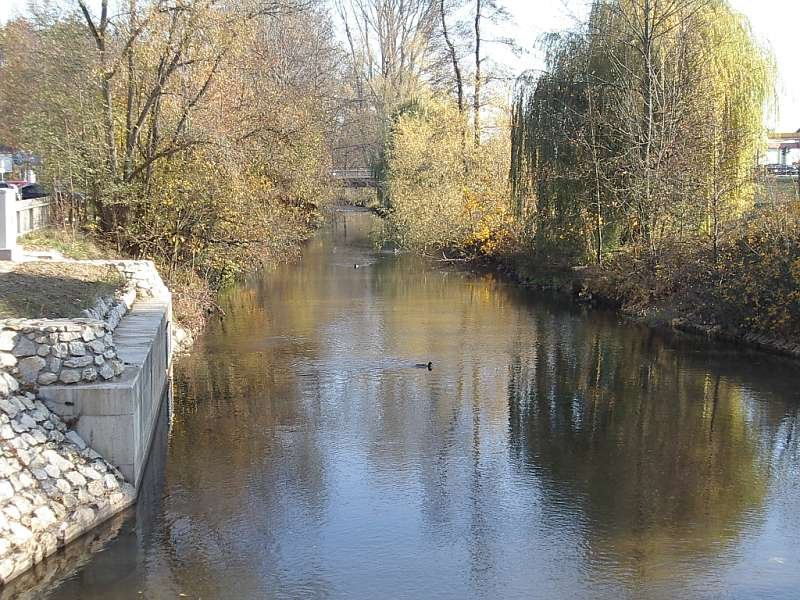

比伯特河（德語：Bibert），是德國的河流，位於該國東南部，由巴伐利亞負責管轄，屬於雷德尼茨河的左支流，河道全長42公里，流域面積329平方公里。